# Weishanita
La weishanita es un mineral de la clase de los minerales elementos, y dentro de esta pertenece al llamado “grupo de las amalgamas de oro”. Fue descubierta en 1982 en el yacimiento de Weishancheng, en la provincia de Henan (China), siendo nombrada así por esta localización. Un sinónimo es su clave: IMA1982-076.

## Características químicas
Es una amalgama de mercurio con oro y plata.

## Formación y yacimientos
Aparece en la zona silificada de un yacimiento de plata y oro en roca granulita con biotita.
Suele encontrarse asociado a otros minerales como: oro nativo, plata nativa, acantita, pirita, galena, esfalerita, pirrotita o scheelita.

## Usos
Es extraído como mena de los valiosos oro y plata.